# Departure Lake
Departure Lake är en sjö i Kanada.   Den ligger i Cochrane District och provinsen Ontario, i den sydöstra delen av landet, 600 km nordväst om huvudstaden Ottawa. Departure Lake ligger 225 meter över havet. Arean är 2,3 kvadratkilometer. Den sträcker sig 5,0 kilometer i nord-sydlig riktning, och 1,2 kilometer i öst-västlig riktning.
I omgivningarna runt Departure Lake växer i huvudsak blandskog. Trakten runt Departure Lake är nära nog obefolkad, med mindre än två invånare per kvadratkilometer.